# Bernardino de Sahagún
Bernardino de Sahagún (Sahagún, 1499 – Mexico-Stad, 5 februari 1590) was een Spaans missionaris, monnik en mexicanist.
Hij werd geboren in het Koninkrijk León, studeerde theologie en trad toe tot de orde der franciscanen. In 1529 werd hij als missionaris naar Mexico uitgezonden.
Terwijl hij de Azteken in het Latijn en het christendom onderwees, leerde hijzelf Nahuatl en werd hij een expert op het gebied van de Azteekse literatuur en cultuur. Tussen 1540 en 1569 schreef hij de Algemene geschiedenis van de zaken van Nieuw-Spanje, een tweetalige (Spaans en Nahuatl) encyclopedie betreffende de Azteken vanuit Azteeks oogpunt geschreven. Miguel León-Portilla heeft hem hierom de "eerste antropoloog" genoemd.
Op het concilie van Trente werd dit boek echter verboden, en alle bekende exemplaren moesten worden vernietigd. Pas in 1800 werd een kopie van Sahagún werk, de Florentijnse codex, herontdekt in een klooster in Baskenland. In 1830 werd het handschrift teruggevonden en in Mexico gepubliceerd.

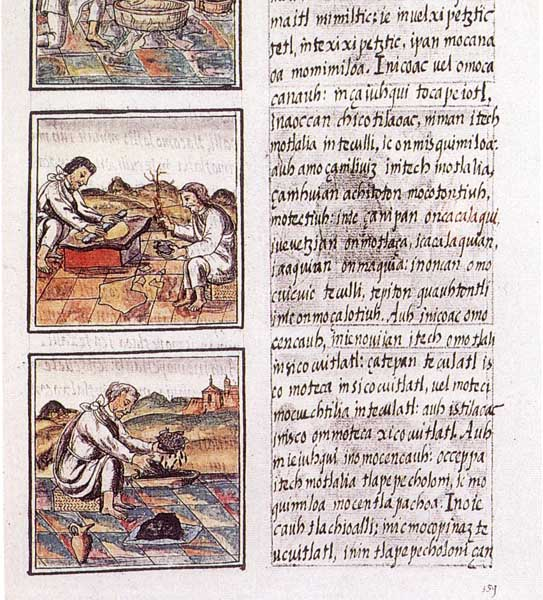
De Florentijnse codex